# Parauxa strandiella
Parauxa strandiella är en skalbaggsart som beskrevs av Stefan von Breuning 1942. Parauxa strandiella ingår i släktet Parauxa och familjen långhorningar.
Artens utbredningsområde är Madagaskar. Inga underarter finns listade i Catalogue of Life.